# Baré
I Baré  sono un gruppo etnico del Brasile che ha una popolazione massima stimata in circa 10.275 individui (2005).

## Lingua
Appartenenti alla famiglia linguistica Aruak oggi i Barè parlano una lingua franca, lo nheengatu, trasmesso dai Carmelitani nel periodo coloniale.

## Insediamenti
Vivono nello stato brasiliano di Amazonas ai confini con il Venezuela, soprattutto nei pressi dei fiumi e Xie e Rio Negro.